# Marcel Răducanu
Pour les articles homonymes, voir Răducanu.
Marcel Răducanu, né le 21 octobre 1954 à Bucarest (Roumanie), est un footballeur international roumain qui évoluait au poste de milieu offensif.

## Biographie

### En club
Marcel Răducanu joue quatre matchs en Coupe d'Europe des clubs champions avec le Steaua Bucarest et dispute 163 matchs en Bundesliga avec le Borussia Dortmund.

### En équipe nationale
Marcel Răducanu reçoit 21 sélections et inscrit 3 buts en équipe de Roumanie entre 1976 et 1981.
Il joue son premier match en équipe nationale le 6 avril 1976 contre les Pays-Bas et son dernier le 3 juin 1981 contre la Norvège.
Il joue trois matchs comptant pour les tours préliminaires de la coupe du monde 1982.

## Carrière
- 1972-1982 : Steaua Bucarest ( Roumanie)
- 1982-1988 : Borussia Dortmund ( Allemagne)
- 1988-1990 : FC Zurich ( Suisse)

## Palmarès
- Champion de Roumanie en 1976 et 1978 avec le Steaua Bucarest
- Vainqueur de la Coupe de Roumanie en 1976 et 1979 avec le Steaua Bucarest
- Vainqueur de la Coupe des Balkans des nations en 1980 avec l'équipe de Roumanie

### Distinctions personnelles
- Élu meilleur joueur roumain en 1980